# Hrísey (ö i Island, Norðurland eystra)
Hrísey är en ö i republiken Island. Arean är 8,3 kvadratkilometer. Den sträcker sig 6,1 kilometer i nord-sydlig riktning, och 3,3 kilometer i öst-västlig riktning.
Följande samhälle finns på Hrísey:
- Hrísey

Sedan 2004 har ön varit en del av Akureyri kommun. Hrísey var tidigare en egen kommun.

## Beskrivning
Hrísey har en total landyta på 7,67 km2 (2,96 sq mi), och är cirka 7,5 km lång och 2,5 km bred på sin bredaste punkt i söder. Det är den näst största ön utanför Islands kust (efter Heimaey i Vestmannaeyjar). Ön har varit kontinuerligt bebodd sedan Islands bosättning. Ön är ansluten till fastlandet med en färjelinje till Árskógssandur, en femton minuters sjötur.
Historiskt sett användes ön som bas för fiskeindustrin, först av norrmän och svenskar, och sedan av islänningar, och i slutet av 1800-talet inhyste den en sillsaltningsfabrik. Överfiske i isländska vatten ledde till en brant nedgång i fiskeindustrin på 1960-talet, och den sista fiskfrysningsanläggningen på Hrísey, som ägdes av Eyjafjörður Co-operative Society, stängdes 1999.
På senare tid har Hrísey utvecklat ett rykte för fågelskådning. Det finns inga naturliga rovdjur på ön, vilket gör den till ett idealiskt fågelreservat. Den norra delen av Hrísey, Ystabæjarland, är ett privatägt naturreservat och det är förbjudet att döda fåglar på resten av ön. Bland de fyrtio fågelarterna på ön finns ripa, silvertärna och ejder.

### Webbkälla
- A short guide to the islands of Eyjafjörður